# Steve Wiebe
Steven J. "Steve" Wiebe (/ˈwiːbi/; né le 3 janvier 1969) est double détenteur du record du monde du jeu vidéo Donkey Kong, plus récemment tenant du titre du 20 septembre 2010 au 10 janvier 2011 avec un record de 1 064 500 points. Wiebe a été le premier à dépasser la barre du million de points dans un lieu public, avec un score de 1 006 600 le 4 juillet 2004. Il est l'un des principaux protagonistes du documentaire de 2007 The King of Kong.